# Флоріан Пітіш
Флоріан Пітіш (рум. Florian Pittiş, *4 листопада 1943, Бухарест, Румунія — †5 серпня 2007, Бухарест) — румунський актор, театральний режисер, виконавець фолк-музики, радіопродюсер.

## Біографія
Навчався в коледжі імені Ґеорґе Лазаря в Бухаресті. У 1968 закінчив театральний інститут. Як молодий актор був прийнятий на роботу в один з найкращих театрів Бухареста — Театр Буландра (рум. Teatrul Bulandra), де працював з такими режисерами як Андрій Щербан, Лівіу Чулей, Александру Тоцілеску. На початку 1970-х він навчався в Парижі у відомого міма Марселя Марсо.
1992 став одним із засновників групи Pasărea Colibri.
1998 він став директором румунської радіостанції Tineret, відомої як Radio3Net.
Будучи прихильником Боба Ділана, він майстерно переклав і адаптував деякі його пісні: «A Hard Rain's A-Gonna Fall», «Death Is Not the End», «Do not Think Twice, It's All Right», "Mr. Tambourine Man ", " Rainy Day Women # 12 & 35 ", " She Belongs to Me ", " Silvio ".
Вів активний спосіб життя, і він любив як своє покоління, так і молодь. Яскравою рисою його образу було довге волосся, неофіційна манера вдягатися і його звичка палити сигарети без фільтра марки «Карпати». Його цінували за його дуже специфічний голос, як співака на сцені, і голос за кадром в телевізійних програмах. У нього було багато різних неофіційних звань, таких, як «пророк покоління джинсів» і «найкрасивіший голос румунського театру».
Велику популярність йому принесла роль папуги, що стала культовою в румунсько-російсько-французькому дитячому музичному фільмі «Мама».
30 липня 2007 Пітіш був доставлений у важкому стані в Інститут онкології в Бухаресті, де помер за тиждень. Похований у Бухаресті на цвинтарі Беллу.

## Ролі в театрі
- Люцілій — «Юлій Цезар», Вільям Шекспір, режисер Андрій Щербан, 1968
- Флінс — «Макбет», Вільям Шекспір, режисер Лівіу Чулей, 1968
- Аурель — «Кінець світу Віктора Ефтіміу», режисер Зої Ангел-Станка, 1968
- Camille — «Блоха у вусі» Жорж Фейдо, режисер Еміль Мандрик, 1969
- Коллін — «Голоси трави» Капоте, Трумен, режисер Крін Тедореску, 1970
- Джеремі — «Love for Love» Конгрів Вільям, режисер Еміль Мандрик, 1970
- Арлекін — «The Liar» Гольдоні, Карло, режисер Сандра Ману, 1971
- Валентин — «Валентин і Валентина» Олексій Арбузов, режисер Адріан Георгіеску, 1972
- Фесті — Дванадцята ніч, Вільям Шекспір, режисер Лівіу Чулей, 1973
- Граф d'Aubigny — «Єлизавета I», Пол Фостер, режисер Лівіу Чулей, 1974
- Альошка — «На дні» Максим Горький, режисер Лівіу Чулей, 1975
- Траян — «Вальс Титаніка» Тюдор Машеску, режисер Тома Караджиу, 1975
- Едмонд — Довгий день йде в ніч, Юджин О'Ніл режисер Лівіу Чулей, 1976
- Король Раду Красивий — «Хмара» Марина Сореску, режисер Дан Міку, 1977
- Аріель — «Буря» Вільям Шекспір, режисер Лівіу Чулей, 1978
- Леонард Бразиль — «City Sugar» Стівен Поляков, режисер Флоріан Піттіс, 1980
- Патріціо — «Випробування юнаки Андріана Дохотару», режисер Петро Попеску, 1980
- Король Людовик XIV — «Кабала святош» Михайло Булгаков, режисер Олександру Тоцілеску, 1982
- Г-н Лояль — «Тартюф» Мольєр, режисер Олександру Тоцілеску, 1982
- Лаерт — «Гамлет» Вільям Шекспір, режисер Олександру Тоцілеску, 1985
- Теодор — «Собака на сіні» Лопе де Вега, режисер Флоріан Піттіс, 1988
- Филинт — «Мізантроп» Мольєр, режисер Валерій Мойсеску, 1989
- Др. Френк Брайант — «Виховання Ріти» Ульям Рассел, режисер Флоріан Піттіс, 1989
- Морітімер Брівстер — «Миш'як і старі мережива» Джозеф Кесселрінг, режисер Григорій Гонта, 1991
- Sonnenstich — «Весняне пробудження» Френк Ведекінд, режисер Лівіу Чулей, 1991
- Тіресіас — «Антігона» Софокл, режисер Олександру Тоцілеску, 1993
- Джек — «В саду» Едвард Олбі, режисер Тудор Мараску, 1997.

## Режисерська робота
- Перед обличчям світу (з Мірчі гвинт), 1979
- City Sugar — Стівена Полякова, 1980
- Собака на сіні — Лопе де Вега, 1988
- Чорне і Біле — Кита Уотерхауса і Вілліса Холла, 1997.
- Виховання Ріти Віллі Рассела, 1989
- Poezia muzicii tinere — 1981
- Пісня про себе — музичне шоу на вірші Волта Вітмена, 1985

## Фільмографія
- 1973 — Вероніка повертається — Цвіркун
- 1976 — Мама — Папуга